# Andrews, Texas

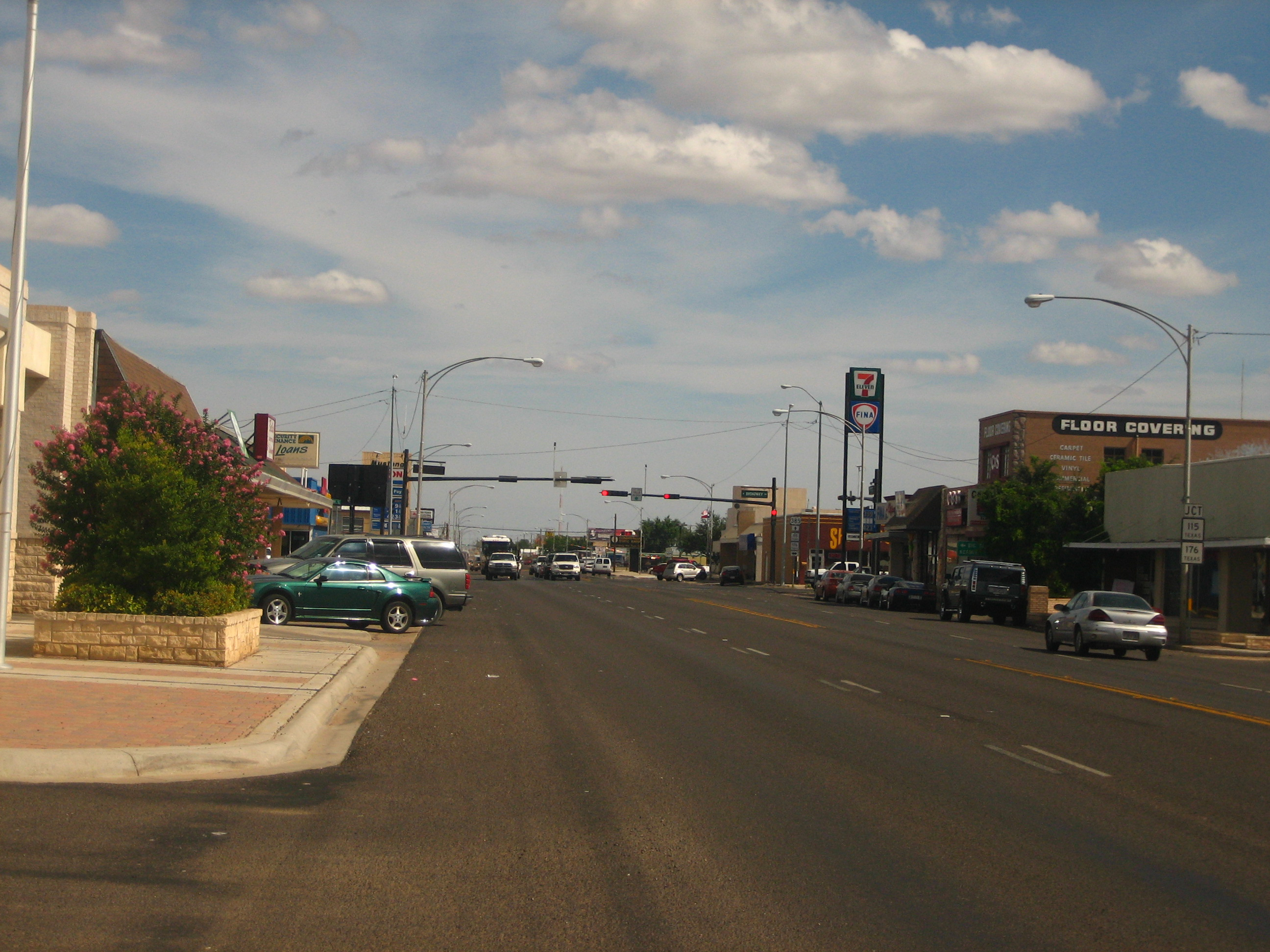
Centru Andrews

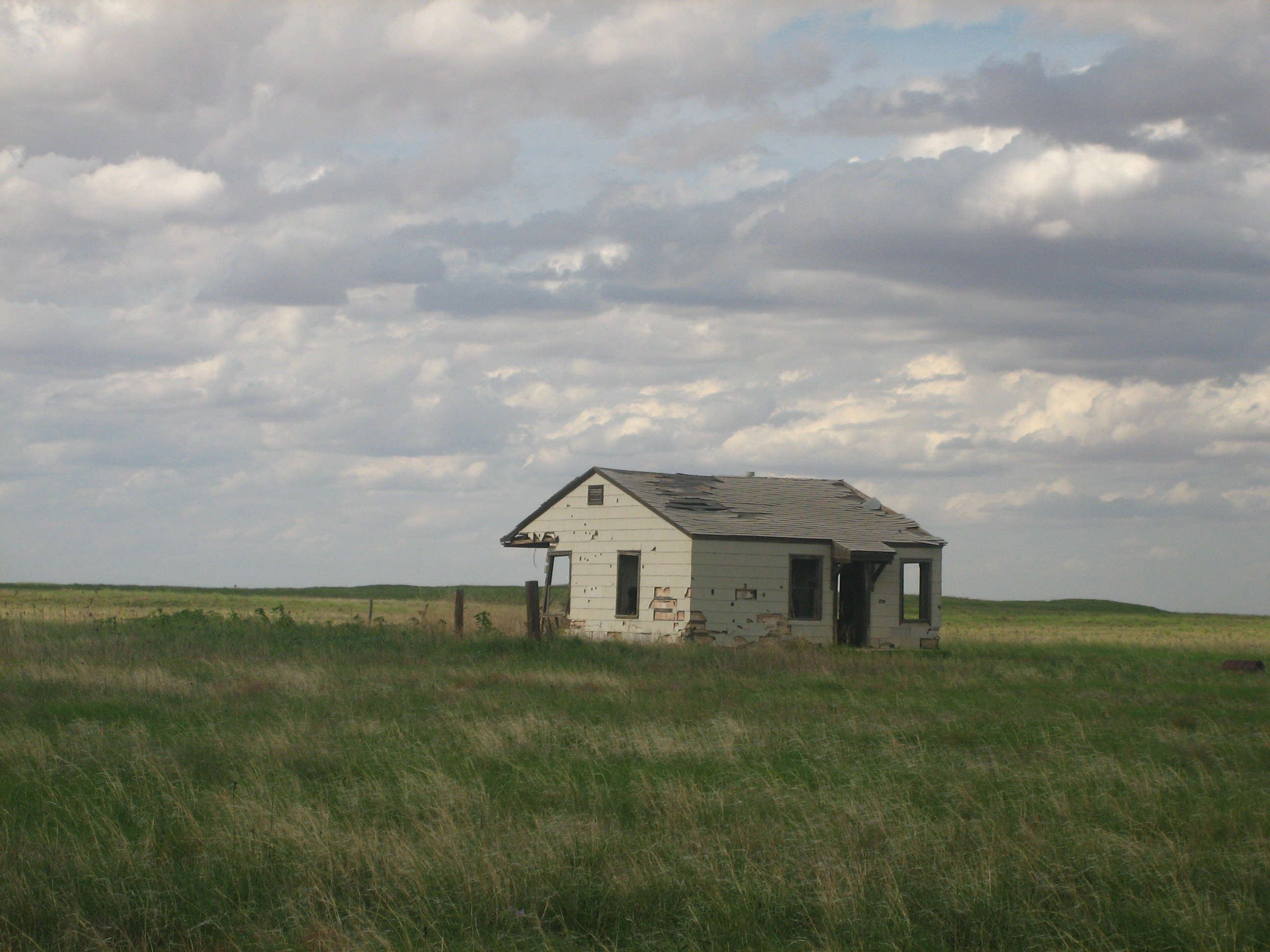
O scenă rurală de pe US Route 385 nord de Andrews

Andrews este un oraș în județul Andrews County din statul Texas, în regiunea West Texas. Populația a fost de 12.718 în 2013.

Andrews a fost înființat pe 2 februarie 1937. Atât orașul, cât și județul au fost numiți după Richard Andrews, primul soldat texan care a murit în Revoluția Texană.